# Иаков (Дзанаварис)
Митрополи́т Иа́ков (греч. Μητροπολίτης Ιάκωβος, в миру Гео́ргиос Дзанава́рис-Папаиоа́нну, греч. Γεώργιος Τζαναβάρης-Παπαϊωάννου; 4 марта 1920, Антьяс — 3 декабря 1971, Вюрцбург, Бавария) — епископ Константинопольской православной церкви, митрополит Германский (1969—1971), ипертим и экзарх Центральной Европы.

## Биография
Родился 4 марта 1920 года в деревне Антия близ города Каристоса на острове Эвбея.
29 июня 1941 года митрополитом Халкидонским Максимом (Вапордзисом) был хиротонисан во диакона.
В 1942 году окончил Богословскую школу на острове Халки.
В 1946 году назначен кодикографом Священного синода Константинопольского патриархата.
21 октября 1947 года назначен гипограмматеем (помощником секретаря), а 14 декабря 1950 года — архиграмматеем (старшим секретарём) Синода.
На Рождества Христово 1950 года в патриаршем соборе Святого Георгия патриарх Константинопольский Афинагор I совершил его хиротонию во пресвитера и возведение в достоинство архимандрита.
5 августа 1954 года был избран митрополитом Филадельфийским (Филадельфии Лидийской, ныне Алашехир), ипертимом и экзархом всей Лидии.
8 августа 1954 года в Патриаршем соборе Святого Георгия состоялась его епископская хиротония, которую совершили: патриарх Константинопольский Афинагор I, митрополит Принкипонисский Дорофей (Георгиадис), митрополит Феодоропольский Леонтий (Левериос), митрополит Иринопольский Константин (Алатопулос), митрополит Кидонийский Агафангел (Ксирухакис), митрополит Иконийский Иаков (Стефанидис) и митрополит Родопольский Иероним (Константинидис).
В 1964 году был депортирован из Стамбула турецкими властями и уехал в Бостон.
28 октября 1968 года был одновременно назначен экзархом (временным управляющим) Австралийской и Новозеландской митрополии.
12 августа 1969 года избран митрополитом Германским, ипертимом и экзархом Центральной Европы, с освобождением от временного управления епархией в Австралии.
Скончался 3 декабря 1971 года в автомобильной аварии близ города Вюрцбург. Заупокойная служба состоялась в Бонне 7 декабря 1971 года. Похоронен в Каристосе.